# Typopeltis dalyi
Espèce
Typopeltis dalyi est une espèce d'uropyges de la famille des Thelyphonidae.

## Distribution
Cette espèce est endémique de Thaïlande.

## Description
Typopeltis dalyi mesure 45 mm.

## Étymologie
Cette espèce est nommée en l'honneur de William Mahon Daly.

## Publication originale
- Pocock, 1900 : Some new or little-known Thelyphonidae and Solifugae. Annals and Magazine of Natural History, sér. 7, vol. 5, p. 294–306 (texte intégral).